# Dendrobium confundens
Dendrobium confundens är en orkidéart som beskrevs av Friedrich Fritz Wilhelm Ludwig Kraenzlin. Dendrobium confundens ingår i släktet Dendrobium, och familjen orkidéer. Inga underarter finns listade i Catalogue of Life.